# Psychomyiellodes
Psychomyiellodes là một chi Trichoptera. Loài đặc trưng của chi là Psychomyiellodes ungulata.

## Các loài
Các loài trong chi này gồm:
- Psychomyiellodes badalus
- Psychomyiellodes dentatus
- Psychomyiellodes excavatus
- Psychomyiellodes novus
- Psychomyiellodes obscurus
- Psychomyiellodes spinifer
- Psychomyiellodes tropicus
- Psychomyiellodes ulmeri
- Psychomyiellodes ungulatus